# 재난위기경감
재난위기경감 (DRR, Disaster risk reduction)은 재난 시 위기 정도 산정 및 감소, 파악 접근 방법이다. 그 목적은 재난을 일으키는 환경적 혹은 여타 요소를 파악하여 사회경제적 취약성을 감소하기 위함이다. 1970년대부터 파악된 취약성에 대한 집단 연구결과 내용이 반영된 결과로 볼 수 있다. 구호단체 및 개발기관의 의무로 받아들여지고 있기도 한데 구호단체 활동에 있어서 덧붙이기 혹은 따로 활동하는 전략이 아니라 프로그램 자체에 녹아들어야 하는 전략이기 때문이다. 사실상 DRR은 그 범위가 매우 넓고 깊어서 통상 긴급구호 관리와는 다르다. DRR 전략이 모든 인도주의적 활동 및 개발 전략 분야에 포함될 잠재력도 충분하다.
DRR의 정의로 가장 널리 받아들여지는 것은 유엔개발기구의 것으로 “지속 가능한 개발의 넓은 맥락에서 역효과를 낼 수 있는 장해 요소를 제한하고 예방함으로써 사회 전반의 재난 위기와 취약성을 최소화할 수 있는 개념적 요소”를 지칭한다.

## 맥락
연간 100억 달러로 추정되는 원조 비용 중 단 4%만이 예방에 쓰이고 있으며 위기경감 대책 마련은 재난으로 인한 경제 손실을 5~10달러 정도 줄인다.

## 개념과 접근 방식의 개발
1970년대 이후 재난관리사고와 관행의 진보는 재난 발생 이유에 대한 고찰로 점진적 진보를 이뤘고 재난이 사회에 미치는 영향에 대해 통합적으로 연구하고자 했다. 재난 관리에 대한 현대적 패러다임은 이와 관련한 최신 대처법을 지칭한다. 사실상 DRR은 개발학 관념에서도 형식적 용어에 비해서는 상대적으로 신개념이지만 과거 관행과 사고방식을 포괄하기도 한다. 국제기구와 정부, 구호단체 등에서 폭넓게 받아들여지는 이유이다.
넓은 개념을 포괄하기에 한 문장으로 정의하고 설명하기는 어렵다. 기술적으로는 복잡할 수 있지만 일반적으로는 정책의 적용과 개발, 전략과 관행을 통해 재난 취약성과 위협을 최소화하는 것이다. 재난위기관리(‘disaster risk management’, DRM)가 비슷한 맥락에서 쓰이며 상당 부분 비슷한 의미이기도 하다. 인간 활동 및 장해 요소와 관련된 모든 위협 요소를 파악, 산정 및 감소시키는 체계적 방법에 관련된 것이다.
DRR의 구성 요소를 명확하게 해야 한다는 필요성이 제기되고 있으며 평가 지표에 대한 진보에 대해서도 의문이 있다. 국제사회는 2004년 인도양 지진 해일이 발생한 지 불과 며칠 이후 일본 고베시에서 UN주관으로 세계재해저감회의(World Conference on Disaster Reduction)를 개최했다. 회의는 각국 정부와 구호단체를 통해 모호한 정책 서술에 대한 문제 제기를 꾀하고 DRR을 응용할 수 있는 명확한 목표와 신념에 대해 다루게 됐다. 이 과정에 있어서 첫 번째 내용은 효고행동강령(Hyogo Framework for Action)이었다. 효고행동강령은 국제사회가 DRR에 대해 공인한 첫 내용으로 볼 수 있다. 5개의 우선순위를 바탕으로 강령을 살피는 계기가 됐으며 2007년 6월 5일-7일 스위스 제네바에서 1차 회의가 열렸다.

## DRR에 관련된 이슈와 도전과제

### 우선순위
DRR의 역량과 재원 자체가 불충분한 측면이 있기에 모든 측면에서의 진보를 기대하기란 어려운 실정이다. 정부와 여러 기구는 투자 결정에 있어서 어떤 요소의 DRR에 투자할 지에 대한 전략을 세우고 그 방향과 순서를 정한다. 이때 어려운 점은 재난 관리라기보다 개발학적 요소에 관한 것일 요소가 있기 때문이다. 재난 관리에 집중할 수 있는 요소는 재난 자체를 줄여나갈 수 있는 바를 찾는 것이다.

### 정부역할
DRR 접근 방법은 정보의 통제 능력에 대한 재정의를 필요로 한다. 자연히 정부의 역할이 주요하다는 데 동의하며 시민과 재산 그리고 대규모의 접근 방식을 실천하기 위한 능력에 대해 파악하고, 타자와의 협동 및 지시 이행을 위한 필수조건을 파악하고 정책 및 정책 기본 프레임워크를 창조하고자 한다. 이러한 정책 및 프로그램은 통합성이 생명이며 일부 정부가 재난 해결에 더 성공적인 이유를 파악해야 할 필요성도 있다. 여전히 정책과 관행 간의 변화를 이끌어내는 동기에 대해 두루 통용되는 합의체는 없는 상황이다. 따라서 중앙정부와 다른 부가요소 간의 변화 요소를 면밀히 분석하는 것이 필요하다.

### 권리와 책무
책임의 원칙이란 DRR에 대한 참여와 협동에 관련되어 있다. 민주적인 요소를 통하여 민간 및 비영리 부문과 함께 협업해야 한다. 책임성은 이러한 점에서 재난경감활동 분야에서 떠오르는 이슈인데 무엇보다도 장해요소에 취약하고 영향을 받는 사람들이 우선되어야 한다.
국제구호개발기두 다수가 최근에는 ‘권리에 입각한’ 방식으로 홛동하는 추세다. 이 방식은 국제적으로 통용되는 협약에 입각하여 인권 요소를 담고자 하는 것으로 기구 자체가 신념으로 삼는 인권 요소를 담고자 하는 노력이다. 그러나 실질적으로 이러한 인권의 요소는 모호할 수 있어 현장에서의 혼선을 야기할 수 있다. 재난보호는 일부 협약에 나타나기는 하지만 권리로서 명시되어 있지는 않다. 안전에 대한 권리는 일부에서 다뤄지고 있는 정도다.

### 정책과 투자
2012년 6얼 재난위기관리 초점을 둘 필요성이 2015년 논의될 정책강령에 제시되어야 한다는 연구결과가 발표됐다. 재난으로 인한 경제적 비용은 오르고 있지만 인도주의적 투자는 재난 시 투자되는 수준에 머무르고 있어 예방 및 보호에 대해서는 부족한 편이다. 이렇게 될 경우 재난피해지 복구 및 구호활동의 지속가능성이 요원할 수 있다.

## 효고행동강령 2에 관하여
2015년 3월 효고행동강령(the Hyogo Framework for Action, HFA)이 종료되면서 재난위기 관리에 관련된 새로운 후속조치가 논의돼야 한다. 현재 수준에서 보다 진보한 수준으로 공통기준을 포괄적으로 접근하되 법적 제도 장치를 마련하려는 노력이 필요하다. 회원국들은 재난예방과 기후변화 적응책을 마련하고 유엔새천년발목표에 연관성이 이어지도록 해야 함을 강조하고 있다.
거대 줄기 중 하나인 긴급상황 예방은 지속가능하면서도 전국적으로 기능할 수 있는 시스템이 마련되어 장기적 대응과 인도주의체계의 장애물을 없애도록 추진되어야 한다. 그러나 실질적으로 재해 및 긴급 상황 예방을 위한 자금은 충분치 않으며 설사 재정지원이 가능하더라도 구호 활동이 복잡하고 세분화되어 있으며 면밀하게 조직화되어 있지 못하다. 특별히 국제적 기부활동의 경우 여러 기구와 접근 방식이 존재하는 까닭에 어떻게 쓰이는가에 대해 분명한 지침과 방향성을 제시하는 것이 필요하다. 런던 주재 해외개발연구소는 긴급 상황 예방을 위한 자금이 조달되더라도 현 체제를 단순보강하는 것은 충분치 않다고 밝히고 있다. 즉, 세계적 관점에서 해결책을 마련하여 장기적 대책 마련을 고안해야 한다.

## 같이 보기
- 업무 연속성 계획
- 비상 관리
- 세계재앙위험